# MTV (Europe)
MTV en Europe est une chaîne de télévision anglophone diffusée en Europe, elle fait partie du groupe ViacomCBS International Media Networks Europe. Elle est toujours diffusée dans les pays ne possédant toujours pas de version régionale de la chaîne (et dans quelques pays, elle est revenue après que la version du pays soit arrêtée…).

## Historique
MTV en Europe est une chaîne de télévision européenne créée lors du 6e anniversaire de MTV le 1er août 1987, fruit d'un accord commercial entre Viacom et British Telecom PLC jusqu'en 1991 lorsque Viacom en devint propriétaire à 100 %. Diffusant 24 heures sur 24 en anglais et visant un public âgé de 16 à 35 ans, elle est reçue par 100 millions de foyers dans 43 pays. MTV Europe est diffusée par le satellite, le câble et la télévision numérique terrestre. MTV Europe est aujourd'hui détenue à 100 % par MTV Networks Europe. Le siège de MTV European était basé à l'origine à Londres jusqu'à son déménagement à Varsovie en Pologne. En 2001, la chaîne fut renommée en MTV European, puis revint à sa dénomination originale de MTV Europe en février 2008 quand la chaîne déménagea son siège de Londres à Varsovie. 

### Identité visuelle (logo)

Logo jusqu'au 1er juillet 2011.
Logo depuis le 1er juillet 2011.

## Émissions
- 3 from 1
- Alternative Nation
- Awkward
- Chill Out Zone
- European Dancefloor Chart
- Euro Top 20
- Faking It
- Headbangers Ball
- Hitlist UK
- Lick Shots
- MTV Alarm
- MTV's Greatest Hits
- MTV Live
- MTV's Most Wanted
- MTV News
- MTV Select
- Music Mix
- Music Non Stop
- Nordic Top 5
- Number One Hits
- The Lick
- Party Zone
- So '90's
- Summer Of MTV
- Superock
- Teen Wolf
- The Fridge
- The Rock Chart
- The Soul Of MTV
- Top 10 at 10
- Top Selection
- Total Request Live
- Videoclash
- World Chart Express

## Annexe